# غالب (حبيش)

تعديل مصدري - تعديل

غالب محلة تابعة لقرية موثان، التابعة لعزلة بني شبيب بمديرية حبيش إحدى مديريات محافظة إب في الجمهورية اليمنية، بلغ تعداد سكانها 138 حسب تعداد اليمن لعام 2004.